# Bataillon de tirailleurs sénégalais no 1 de Madagascar
Pour les articles homonymes, voir 1er bataillon.
« 11e bataillon d'infanterie de marine » redirige ici. Pour les autres significations, voir 11e bataillon.
Le bataillon de tirailleurs sénégalais no 1 de Madagascar (BTS no 1) est une ancienne unité militaire des troupes coloniales françaises stationnée dans la colonie de Madagascar à partir de 1948. Renommé 11e bataillon d'infanterie de marine (11e BIMa) en 1958, il est dissous en 1960.

## Création et différentes dénominations
- 1948 : formation du bataillon de tirailleurs sénégalais de renfort no 3 (BTSR no 3)
- 1949 : renommé bataillon de tirailleurs sénégalais no 1 de Madagascar (BTS no 1)
- 1958 : renommé 11e bataillon d'infanterie de marine (11e BIMa)
- 1960 : dissous

## Historique
Le BTSR no 3 est créé sur l'île en juillet 1948 en regroupant la compagnie somalie et des compagnies de tirailleurs sénégalais arrivées en 1947-1948 à l'occasion de l'insurrection malgache de 1947.
Devenu intégralement sénégalais en octobre 1949, il prend le nom de BTS no 1 le 1er novembre. Il stationne à Tananarive puis à Tamatave. En garnison à Moramanga, il est renommé 11e BIMa le 31 décembre 1958. Il est dissous le 31 mai 1960.

## Insigne
L'insigne du BTSR no 3 est constitué de l'ancre des troupes coloniales, chargée d'une carte de l'Afrique, où l'île de Madagascar, la Côte française des Somalis, l'Afrique-Occidentale française et l'Afrique-Équatoriale française sont dessinés en noir (le reste du continent est en blanc). Devant la carte, un arbre du voyageur est représenté. Le jas de l'ancre porte l'inscription BTSR 3. Cet insigne est homologué H 723 en avril 1949,.
L'insigne du BTS no 1 présente l'ancre des troupes coloniales, portant en pointe l'inscription BTS 1, chargée d'un requin et de la carte de Madagascar de couleur rouge,. Le 11e BIMa reprend cet insigne, en changeant BTS 1 par 11e BIMa. Aucun de ces deux insignes n'a été homologué,.